# Ангостуровое дерево
Ангостуровое дерево, или Ангостура трёхлистная, или Галипея лекарственная (лат. Angostura trifoliata) — дерево, вид рода Ангостура (Angostura) семейства Рутовые (Rutaceae).

## Распространение
Встречается в тропиках Южной Америки и Вест-Индии, в основном в Венесуэле.

## Описание
Листопадное тропическое дерево 10—20 метров высотой, с простыми или 2—3-членными сложными листьями. Ствол покрыт гладкой корой серого цвета.
Действующие вещества: алкалоиды и горечи (ангостурин), гликозиды, эфирное масло. 

## Значение и применение
В качестве растительного сырья заготавливают кору растения (Angosturae cortex).
Применение. Как общеукрепляющая ароматическая горечь, преимущественно в галеновых препаратах. Как приправа.
Используется как один из ингредиентов для приготовления популярного венесуэльского крепкого алкогольного напитка — биттера Ангостура.

## Синонимы
По информации базы данных The Plant List (2013), в синонимику вида входят следующие названия.
- Angostura cuspare Roem. Schult.
- Bonnetia trifoliata  Walp.
- Bonplandia angostura Rich.
- Bonplandia angostura Spreng.
- Bonplandia candolleana Spreng.
- Bonplandia cuneifolia Spreng.
- Bonplandia trifoliata Willd.
- Cusparia angostura (Rich.) A.Lyons
- Cusparia febrifuga Humb. ex DC.
- Cusparia officinalis Engl.
- Cusparia trifoliata (Willd.) Engl.
- Galipea corymbosa Spreng.
- Galipea cusparia A.St.-Hil. ex DC.
- Galipea officinalis J.Hancock — Галипея лекарственная
- Galipea trifoliata (Willd.) H.Karst.
- Sciuris officinalis Oken